# 琉森節慶管弦樂團
琉森節慶管弦樂團（英語：Lucerne Festival Orchestra），亦稱為「琉森音乐节管弦乐团」，是為瑞士琉森音樂節特設的節慶樂團。

## 背景

### 早期
樂團的歷史最早可溯自1938年，當時由阿图罗·托斯卡尼尼指揮了創團首場演出。自1943年至1993年解散為止，樂團主要的組成是瑞士本土音樂家，之後重整的樂團則以马勒青年乐团、歐洲共同體管弦樂團的團員為主。

### 阿巴多時代
2000年之後，義大利指揮家克劳迪奥·阿巴多的加入為樂團注入一劑強心針，他帶來馬勒室內樂團的團員作為骨幹，並廣邀各大職業樂團首席與其成員加入演出，包括了柯爾亞·布拉赫、沃爾夫拉姆·克里斯特、米里賈姆·康岑、荻慕特·波朋、娜塔莉娅·古特曼、延斯·彼得·邁因茨、賈奎斯·榮恩、萊因霍爾德·弗里德里希、斯特凡·多爾、阿萊西奧·阿列格里尼、馬克·坦伯頓、法蘭茨·巴托洛梅、阿洛以斯·波施、艾曼紐·帕胡德、阿爾布雷希特·梅爾、斯特凡·施瓦格特等一線樂團的重要成員，以及萨宾娜·迈耶合奏團、阿班·貝爾格弦樂四重奏、哈根四重奏團等室內樂團體皆響應了這一號召。除了上述的演奏家外，阿巴多亦會親自邀請與其有良好互動的音樂家加入，主要來自其合作融洽的柏林愛樂、伦敦交响、维也纳爱乐等樂團，可以說是由阿巴多親自精挑細選的一支「精兵」樂團。
樂團的成員會在每年8月初抵達琉森，展開為期三週左右的音樂節行程，當中約有10天用於排練。在接下來的音樂節開幕演出中，他們是當然的揭幕團體。阿巴多鼓勵樂團以室內樂的方式聆聽彼此，同時亦保有管弦樂團的厚度。弦樂部門的座次先後，是由首席們與阿巴多共同討論議定的。在正式的團練之前，各聲部亦會舉行自主練習，以期提高彩排效率。
2003年，阿巴多率領新生的琉森節慶樂團在音樂節上亮相，之後他們曾在2005年前往羅馬駐紮，2006年的東京行則是他們首次前往海外演出。2007年8月，樂團首登逍遥音乐会，演出馬勒第3號交響曲，大受好評。原先樂團計畫9月續訪紐約卡内基厅，因阿巴多的健康因素而取消。

### 近年活動
阿巴多於2014年1月逝世，該年的琉森音樂節由安德里斯·尼尔森斯代理總監，並指揮了節慶樂團的演出。2015年8月，里卡多·夏伊成為音樂節正式的音樂總監，其五年的合約期自2016年起算。

## 作品
在阿巴多的帶領下，樂團有許多有聲錄音及影像作品問世，包括：

### 錄音
- 德彪西《海》，以及馬勒第2號交響曲，DG[21]
- 布鲁克纳第9号交响曲[22]

### 影像
- 德彪西《海》
- 馬勒交響曲
  - 第2號，與多瑙西亞奧菲歐合唱團（英语：Orfeón Donostiarra）、葉傑里·格瓦扎娃（俄语：Гвазава, Этери）、安娜·拉森（瑞典语：Anna Larsson (operasångare)）
  - 第3號
  - 第5號
  - 第6號
  - 第7號
  - 第9號

## 外部連結
- 官方网站
- 琉森節慶管弦樂團的Discogs页面（英文）